# Armand Lanoux
Armand Lanoux (Parijs, 24 oktober 1913 - Champs-sur-Marne, 23 maart 1983) was een Frans schrijver en laureaat van de Prix Goncourt in 1963.

## Levensloop
Lanoux, enige zoon van bankbediende Aimé Lanoux en Jeanne Jacobi, liep school in Meaux. In 1939 was hij officier in het Frans leger en was van 1940 tot 1942 krijgsgevangen.
Hij oefende heel wat beroepen uit: onderwijzer, tekenaar, bankbediende, vertegenwoordiger in luxe-uitgaven, kunstschilder, journalist.
Hij vond zijn weg in de literatuur. Zo werd hij:
- lid van het literair comité bij de uitgever Arthème Fayard (1950),
- directeur van het tijdschrift À la page (1964),
- secretaris-generaal van de Université Radiophonique et Télévisuelle Internationale.

Hij begon toen ook te publiceren in verschillende literaire genres: politieromans, oorlogsherinneringen, essays, biografieën, poëzie enz.
Dit bracht hem erkenningen op:
- in 1948 prijs van de populistische roman,
- in 1952 Grote Romanprijs,
- in 1953 prix Guillaume Appolinaire,
- in 1956 prix Interallié,
- in 1963 prix Goncourt.

In 1969 werd hij lid van de Académie Goncourt en in 1971 werd hij er secretaris-generaal van.
Hij was ook aanwezig op het grote en kleine scherm:
- Met Marcel Cravenne schreef hij in 1970 het scénario van de film Le Lys dans la vallée naar de roman van Honoré de Balzac.
- Zijn roman Le Berger des abeilles werd in 1976 bewerkt voor tv door Jean-Paul Le Chanois.
- In 1980 bewerkte hij de roman La Peau de chagrin van Balzac voor televisie.

Aangezien hij overleed in Champs-sur-Marne, gaf men zijn naam aan het college in die stad.
Lanoux was getrouwd met Pierrette Dubois, met wie hij twee zoons had en in tweede huwelijk in 1964 met de dichteres Catherine Tolstoff, die in 2002 is overleden.
Zijn archieven worden bewaard in het Nationaal archief van Québec (Canada). Uitzondering hierop vormt zijn onuitgegeven dagboek, bijgehouden van 1931 tot aan zijn dood (19 volumes, meer dan 5000 pagina's) en dat in 2003 is toevertrouwd aan de Académie Goncourt en berust in het stadsarchief van Nancy.

## Publicaties
- La Canadienne assassinée, Colbert, 1943.
- Le Pont de la folie, Colbert, 1946.
- L’Affaire de l’impasse Ronsin, 1947.
- La Nef des fous, Julliard, 1948. Prijs van de populistische roman.
- L’Enfant en proie aux images, Labeyrie, 1949.
- La Classe du matin, Fayard, 1949.
- Cet âge trop tendre, Julliard, 1951.
- Les Lézards dans l’horloge, Julliard, 1952. Grote Romanprijs van de Société des gens de lettres.
- Colporteur, Seghers, 1953. Prijs Guillaume-Apollinaire.
- Bonjour, Monsieur Zola, Hachette, 1954.
- Le Photographe délirant, Seghers, 1955.
- Le Commandant Watrin, Julliard, 1956. Prix Interallié.
- Yododo, Fayard, 1957.
- Paris 1925, Robert Delpire, 1957.
- Le Rendez-vous de Bruges, Julliard, 1958.
- Un jeune homme en habit, 1958.
- La Tulipe orageuse, Seghers, 1959.
- La Tête tranchée: à quoi jouent les enfants du bourreau, Julliard, 1959.
- 1900, la bourgeoisie absolue, Hachette, 1961.
- Quand la mer se retire, Julliard, 1963. Prix Goncourt.
- Les châteaux de sable  1968.
- La Polka des canons, Grasset, 1971.
- Le Coq rouge, Grasset, 1971.
- Le Berger des abeilles, Grasset, 1974.
- Madame Steinheil ou la Connaissance du président, Grasset, 1983.
- La Corsetière prodigieuse, Jean-Pierre Kupczyk éditeur, 1988.